# Wacław Drab
Wacław Drab (ur. 27 sierpnia 1920 w Ochodzie, zm. 21 września 1975 w Poznaniu) – polski działacz partyjny i sportowy, prezes Lecha Poznań w latach 1962–1975.

## Życiorys

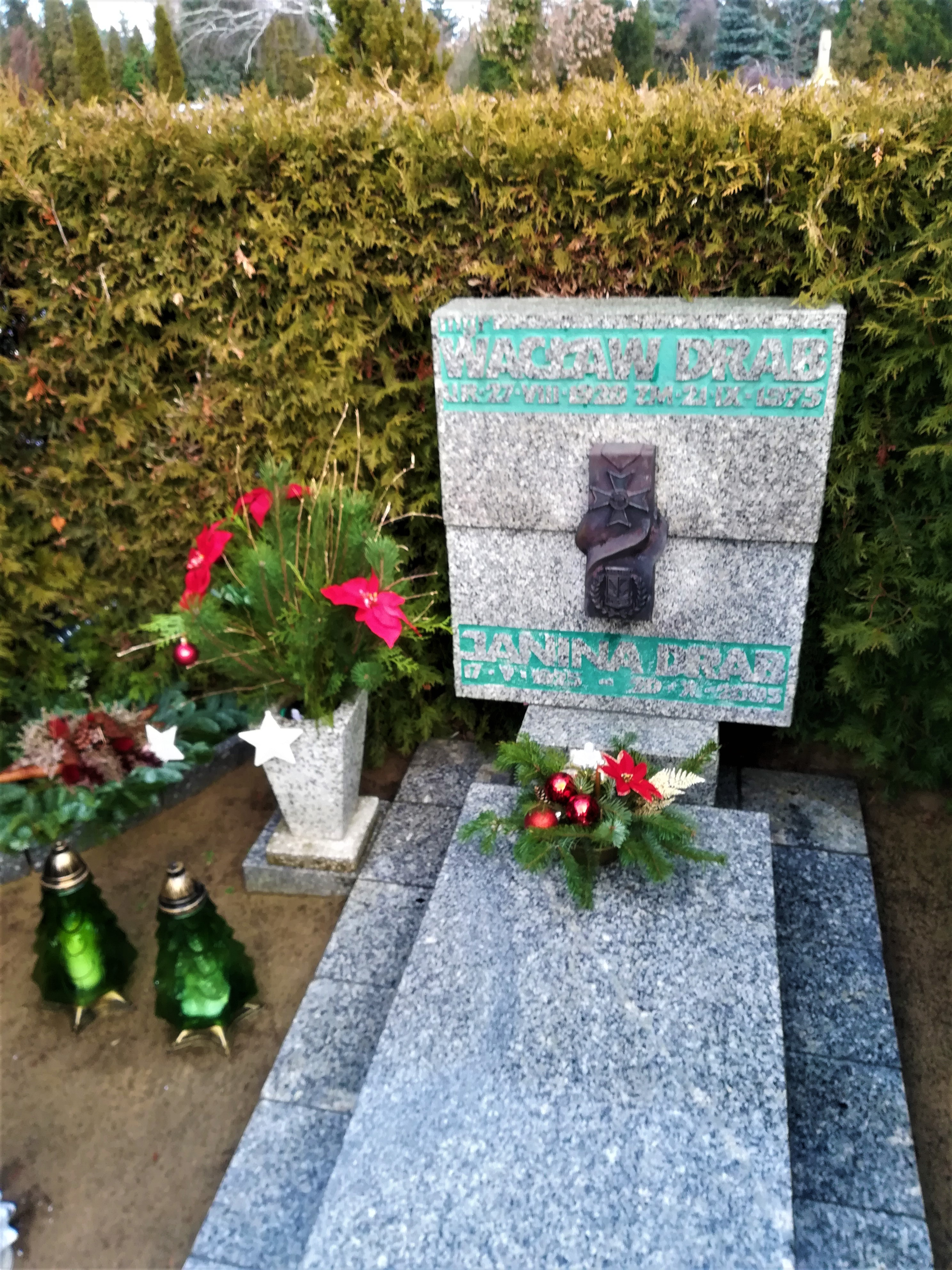
Grób Wacława Draba na Cmentarzu Junikowo

Urodził się w Ochodzie, a wychował w Strzemkowie koło Inowrocławia. Przed II wojną światową, terminował jako uczeń ślusarski. W trakcie okupacji niemieckiej pracował jako ślusarz. Ukrywał również z rodziną zbiegów pochodzenia żydowskiego z obozu pracy w Jaksicach, Dawida i Jehudę Weissmanów i Jakuba Żółtego (za co pośmiertnie 7 września 1988 został uhonorowany wraz z bratem Bronisławem tytułem i medalem Sprawiedliwy wśród Narodów Świata).
Po wojnie rozpoczął pracę w Polskich Kolejach Państwowych jako ślusarz, a następnie maszynista. W Gdańsku wstąpił 1 maja 1946 do PPR. W 1950 objął funkcję kierownika Wydziału Komunikacyjnego KW PZPR w Gdańsku. W latach 1952–1954 był słuchaczem Szkoły Partyjnej przy KC PZPR w Warszawie. W latach 1954–1959 był starszym instruktorem Wydziału Ekonomicznego KC PZPR.
W 1959 został skierowany na stanowisko wicedyrektora w Dyrekcji Okręgowej Kolei Państwowych w Poznaniu. Od 1962 był również prezesem wielosekcyjnego KKS Lech Poznań. Był między innymi inicjatorem budowy stadionu przy ul. Bułgarskiej w Poznaniu.
Zmarł 21 września 1975 roku w Poznaniu i został pochowany w Alei Zasłużonych Cmentarza Junikowo w Poznaniu.
Wacława Draba upamiętnia memoriał koszykarski organizowany od 1984.

## Odznaczenia
- Sprawiedliwy wśród Narodów Świata[1],
- Krzyż Kawalerskim Orderu Odrodzenia Polski[1],
- Odznaka Honorowa Miasta Poznania[1]